# Kleider machen Leute
Kleider machen Leute (L'hàbit fa al monjo) és una òpera còmica en un pròleg i dos actes amb música d'Alexander Zemlinsky i llibret de Leo Feld, basat en la novel·la curta de Gottfried Keller. La primera versió es va estrenar a la Volksoper de Viena el 2 de desembre de 1910.

## Personatges
| Personatge                                           | Tessitura | Repartiment de l'estrena Primera versió Viena, 2 de desembre de 1910(Director:) | Repartiment de l'estrena Segona versió Praga, 20 d'abril de 1922 (Director: Alexander Zemlinsky) |
| ---------------------------------------------------- | --------- | ------------------------------------------------------------------------------- | ------------------------------------------------------------------------------------------------ |
| Wenzel Strapinski, un aprenent de sastre de Seldwyla | tenor     |                                                                                 | Richard Kubla                                                                                    |
| Primer aprenent de sastre, amic de Wenzel            | tenor     |                                                                                 |                                                                                                  |
| Segundo aprenent de sastre, amic de Wenzel           | baríton   |                                                                                 |                                                                                                  |
| Administrador (Der Amtsrat)                          | barítono  |                                                                                 |                                                                                                  |
| Nettchen, la seva filla                              | soprano   |                                                                                 | Maria Müller                                                                                     |
| Melchior Böhni                                       | baríton   |                                                                                 |                                                                                                  |
| Kutscher                                             | baríton   |                                                                                 |                                                                                                  |
| Litumlei                                             | baix      |                                                                                 |                                                                                                  |
| Federspiel                                           | tenor     |                                                                                 |                                                                                                  |
| Häberlein                                            | tenor     |                                                                                 |                                                                                                  |
| Innkeeper                                            | baríton   |                                                                                 |                                                                                                  |
| Pütschli                                             | baríton   |                                                                                 |                                                                                                  |